# Marian Râlea
Marian Râlea (n. 20 decembrie 1957, Turda, Cluj, România) este un actor român de teatru, televiziune și film. Râlea a absolvit Academia de Teatru și Film, București, promoția 1982. Totodată actorul este recunoscut pentru rolul său din seriale de succes precum: "Fructul Oprit" sau "Sacrificiul" difuzate de Antena 1.
Actorul este distins cu Ordinul Național pentru Merit în grad de cavaler de către Președintele României. 

## Roluri în teatru
- Amphitrion - Amphtrion , P. Haks, regia Cristina Ioviță, Studioul Casandra, București.
- Victor - Victor sau copiii la putere, R. Vitrac, Studioul Casandra, București.
- Platonov - Platonov de A.P. Cehov, Studioul Casandra, București.
- Chiril - Ivona principesa Burgundiei de Vitold Gombrowicz, regia Cătălina Buzoianu, Teatrul Mic, București.
- Câinele - Jurnalul unui nebun de Gogol, regia Dragoș Galgoțiu, Festivalul Tânărului Actor, Costinești.
- Iordache - D'ale carnavalului de I.L. Caragiale, regia Dragoș Galgoțiu, Teatrul Municipal, Ploiești.
- Dorante - Jocul dragostei și al întâmplării de Marivaux, regia Dragoș Galgoțiu, Teatrul Municipal, Ploiești.
- Efimița - Conu'Leonida față cu reacțiunea de I.L. Caragiale, regia Dragoș Galgoțiu, Teatrul Municipal, Ploiești.
- Jean - Domnișoara Julie, August Strindberg, regia Dragoș Galgoțiu, Teatrul Municipal, Ploiești.
- Trufaldino - Slugă la doi stăpâni de Carlo Goldoni, regia Tudor Mărăscu, Teatrul de Comedie, București.
- Iordache - Acești nebuni fățarnici, Teodor Mazilu, regia Nicolae Caranfil, Teatrul de Comedie, București.
- Benedict - Mult zgomot pentru nimic de William Shakespeare, regia Dragoș Galgoțiu, Teatrul Municipal, Ploiești.
- Farfuridi - O scrisoare pierdută de I.L. Caragiale, regia Silviu Purcărete, Teatrul Mic, București
- Ludovic Delfinul - Regele Ioan de William Shakespeare, regia Grigore Gonța, Teatrul de Comedie, București
- Lysander - Visul unei nopți de vară de William Shakespeare, regia Alexandru Darie, Teatrul de Comedie, București.
- Sganarelle - Dom Juan de Moliere, regia Dragoș Galgoțiu, Teatrul Mic, București.
- Mecky Masser [la Brecht: Mackie Messer - greșeală, sau licența poetică a lui Dario Fo?] - Opera rânjetului de Dario Fo, regia Dragoș Galgoțiu,Teatrul Odeon, București.
- Steve - Călătorie spre Ierusalim de Roy Mac Gregor, regia Dragoș Galgoțiu, Teatrum Mundi, București.
- Troilus - Troilus și Cressida de William Shakespeare, regia Dragoș Galgoțiu, Teatrul de Comedie, București.
- Sganarelle - Sganarelle de Moliere, regia Dragoș Galgoțiu, Teatrul Odeon, București.
- Autolycus - Poveste de iarnă de William Shakespeare, regia Alexandru Darie, Teatrul Bulandra, București.
- Tusenbach - Trei surori de A.P. Cehov, regia Alexandru Darie, Teatrul Bulandra, București.
- Cassius - Iulius Caesar de William Shakespeare, regia Alexandru Darie, Teatrul Bulandra, București.
- Nebunul - Woyzeck de Georg Büchner, regia Tompa Gabor, Teatrul Bulandra, București;
- Caius - Caligula de Albert Camus, regia Mihai Măniuțiu, Teatrul Bulandra, București;
- Marat - 1794 de Camil Petrescu, Georg Büchner, Peter Weiss, regia Alexandru Darie, Teatrul Bulandra, București;
- Raskolnikov - Variațiuni Dostoievski, dramatizare după F.M. Dostoievski, regia Dragoș Galgoțiu, Fundația Culturală Athon & Back Stage, București;
- Matamore - Iluzia comică de Thomas Corneille, regia Alexandru Darie, Teatrul de Comedie, București;
- Bufonul - Regele Lear de William Shakespeare, regia Dragoș Galgoțiu, Teatrul Bulandra, București;
- Rică Venturiano - O noapte furtunoasă de I.L. Caragiale, regia Mihai Măniuțiu, Teatrul Odeon & Smart, București;
- Petruchio - Îmblânzirea scorpiei de William Shakespeare, regia Mihai Măniuțiu, Teatrul Bulandra & Smart, București;
- Woyzeck - Woyzeck de Georg Büchner, regia Dragoș Galgoțiu, Teatrul Bulandra, București.
- Abuliu - Țara lui Abuliu de Dumitru Solomon, regia Horațiu Mălăele, Teatrul de Comedie, București.
- Marcus - Anatomie. Titus. Căderea Romei de Heiner Müller, regia Alexandru Darie, Teatrul Bulandra, 2002
- Vladimir - Așteptându-l pe Godot de Samuel Beckett, regia Silviu Purcărete, Teatrul Național "Radu Stanca" Sibiu, 2007

## Filmografie
- 1980: Stop cadru la masă (1980), regia Ada Pistiner
- 1982: Concurs, regia Dan Pița
- 1983: Buletin de București, regia Virgil Calotescu - Aristid Englezul
- 1986: Noi, cei din linia întîi, regia Sergiu Nicolaescu - locotenent român (nemenționat)
- 1988: Păstrează-mă doar pentru tine, regia Virgil Calotescu - Sergiu
- 1989: O vară cu Mara, regia George Cornea - rol secundar
- 1990: Cenușa păsării din vis, regia Dorin Mircea Doroftei - Matei
- 1991: Pasaj, regia George Bușecan - Dinu
- 1991: Șobolanii roșii, regia Florin Codre
- 1992: Sanda, regia Cristiana Nicolae - Marin
- 1993: Liceenii în alertă, regia Mircea Plângău - locotenentul Șerbănescu
- 2001: Martor ocular, regia Costa Gavras - Ofițer german
- 2007 - 2008: Războiul sexelor, regia Ducu Ion - Toma Burlac
- 2008 - 2009: Îngerașii, regia Ducu Ion - Ion Napoleon Pop
- 2009 - 2010: Aniela, regia Iura Luncașu - Prințul, nebunul Serafim
- 2010 - 2011: Iubire și Onoare, regia Alex Cseh - Traian
- 2013: Sunt o babă comunistă, regia Stere Gulea - Tucu
- 2013: Spitalul de demență, regia: Peter Kerek - Berilă Lupulescu
- 2013: Îngeri pierduți, regia Ducu Ion - Horia Neacșu
- 2014: Cuscrii, regia Ducu Ion - Ionel Ungureanu
- 2016: #Selfie 69, regia Cristina Iacob - orbul
- 2017:O grămadă de caramele, regia Ruxandra Ion - Tănase Șapte Case
- 2018-2019: Fructul oprit, regia Ruxandra Ion - Vasile „Sile” Boască
- 2018: Moromeții 2, regia Stere Gulea - Cârcâdat
- 2019-2020: Sacrificiul, regia Ruxandra Ion - Relu
- 2021-2022: Adela, regia Ruxandra Ion - Mitu Achim (tatăl Andreei și tatăl adoptiv al Adelei)
- 2021: Miracol, regia Bogdan George Apetri - dr. Mihăescu
- 2023-2024: Lia, soția soțului meu - Tatăl fraților Vornicu
- 2025-prezent: Ana - Mi-ai fost scrisă în ADN - Marian

## Televiziune
- Din 1991 Realizator al emisiunii Abracadabra la TVR 1.
- Din 1995 Realizator al emisiunii SuperAbracadabra la PRO TV.

## Premii
- 1990: Premiul pentru cel mai bun actor de comedie pentru rolul Lysander - Visul unei nopți de vară, W. Shakespeare, la Festivalul Național de Teatru "I.L. Caragiale;"
- 1988: Premiul pentru cel mai bun actor al anului pentru rolurile Benedict - Mult zgomot pentru nimic, W. Shakespeare, Farfuridi - Scrisoarea pierdută, I. L. Caragiale și Ludovic Delfinul - Regele Ioan, W. Shakespeare la ATM - UNITER;
- 1984: Premiul Special al Juriului pentru Jurnalul unui nebun, Gogol la Festivalul Tânărului Actor - Costinești;

## Distincții
- Ordinul național „Pentru Merit” în grad de Cavaler (1 decembrie 2000) „pentru realizări artistice remarcabile și pentru promovarea culturii, de Ziua Națională a României”[2]